# Годун
Годун је тврђава југоисточно од данашњег Ужица. Данас постоје само остаци утврђења.